# آبشار پانداوکادا
آبشار پانداوکادا (به مراتی: पांडवकडा फाल्ल्स) آبشاری است که در کشور هند واقع شده‌است و بلندترین ریزشگاه آن ۱۰۷ متر ارتفاع دارد. حوضهٔ آبریز این آبشار، رود پانداوکادا است.

## تاریخچه
پانداوکادا نام خود را از پانداواها گرفته است که یک بار طبق افسانه‌های سنتی هندو به این مکان رفته بودند و در زیر آبشار حمام می‌کردند. در داخل پانداوکادا یک تونل بزرگ وجود دارد که پانداواها از آنجا آمده بودند، به همین دلیل به پانداوکادا معروف شده است.

## موقعیت
آبشار پانداوکادا در خرگار قرار دارد و رفتن به این محل با اتوبوس امکانپذیر است.